# Thomas Martin Lowry
Thomas Martin Lowry (Low Moor, 26 ottobre 1874 – Cambridge, 2 novembre 1936) è stato un chimico britannico.

## Biografia
Scoprì in sostanze diverse dai glucidi il fenomeno di mutarotazione (in particolare nella nitrocanfora) e servendosi della lunghezza d'onda della radiazione incidente calcolò la variazione di potere rotatorio.
Nel 1923 formulò, indipendentemente da Johannes Nicolaus Brønsted quella che sarebbe divenuta nota come teoria acido-base di Brønsted-Lowry.